# Tổng Lãnh sự quán Canada tại Thành phố Hồ Chí Minh
Tổng Lãnh sự quán Canada tại Thành phố Hồ Chí Minh (tiếng Anh: Consulate General of Canada in Ho Chi Minh City) tọa lạc trên Tầng 10 Tòa nhà Metropolitan, số 235 đường Đồng Khởi, Quận 1, Thành phố Hồ Chí Minh.
Tổng Lãnh sự quán Canada tại Thành phố Hồ Chí Minh cung cấp dịch vụ lãnh sự và quản lý các công việc ngoại giao của Canada tại Thành phố Hồ Chí Minh và miền Nam Việt Nam. Điều này bao gồm việc quảng bá Canada như một điểm đến về thương mại và giáo dục, tạo thuận lợi cho đầu tư và thương mại của Canada, liên lạc với Chính phủ Việt Nam về các vấn đề liên quan và tạo điều kiện cho các chuyến thăm cấp cao của Canada tới Việt Nam, như chuyến thăm của cựu Bộ trưởng phụ trách vấn đề Cửa ngõ châu Á-Thái Bình Dương Stockwell Day, Thủ hiến Nova Scotia Darrell Dexter, Bộ trưởng Bộ Thương mại Quốc tế Ed Fast, Bộ trưởng Bộ Ngoại giao John Baird, và Toàn quyền Canada David Johnston.
Tổng Lãnh sự Canada hiện nay tại Thành phố Hồ Chí Minh là Annie Dubé.
Tổng Lãnh sự quán Canada tại Thành phố Hồ Chí Minh là một trong những đơn vị tổ chức cuộc chạy Terry Fox Run thường niên của Thành phố Hồ Chí Minh.

## Trưởng phái bộ ngoại giao
- Tổng Lãnh sự Annie Dubé (8/2023 – nay)
- Tổng Lãnh sự Behzad Babakhani (11/2020 – 8/2023)
- Tổng Lãnh sự Kyle Nunas (8/2017 – 8/2020)
- Tổng Lãnh sự Richard Bale (8/2015 – 8/2017)
- Tổng Lãnh sự Wayne Robson (9/2013 – 8/2015)
- Tổng Lãnh sự Audri Mukhopadhyay (8/2009 – 8/2013)[7]
- Tổng Lãnh sự Bill Johnston (8/2006 – 6/2009)[8]
- Tổng Lãnh sự Sanjeev Chowdhury (9/2003 – 8/2006)[9]
- Tổng Lãnh sự Judith St. George (9/2000 – 9/2003)[10]
- Tổng Lãnh sự Sara Hradecky (9/1997 – 9/2000)[11]
- Tổng Lãnh sự Ian Burney (9/1995 – 8/1997)